# نهائي كأس الاتحاد الأوروبي 2004
نهائي كأس الاتحاد الأوروبي 2004 مباراة كرة قدم جرت في 19 مايو 2004 في أوليفي في غوتنبرغ، السويد، بين فالنسيا الإسباني وأولمبيك مارسيليا الفرنسي. فاز فالنسيا بالمباراة 2-0 مع أهداف من فيسنتي رودريغيز وميستا. كانت المباراة الأخيرة لرافائيل بينيتيز مدربا لفالنسيا قبل أن يتولى تدريب ليفربول الإنجليزي.